# Solenopsis nigella
Solenopsis nigella är en myrart som beskrevs av Carlo Emery 1888. Solenopsis nigella ingår i släktet eldmyror, och familjen myror.

## Underarter
Arten delas in i följande underarter:
- S. n. gensterblumi
- S. n. nigella

## Bildgalleri

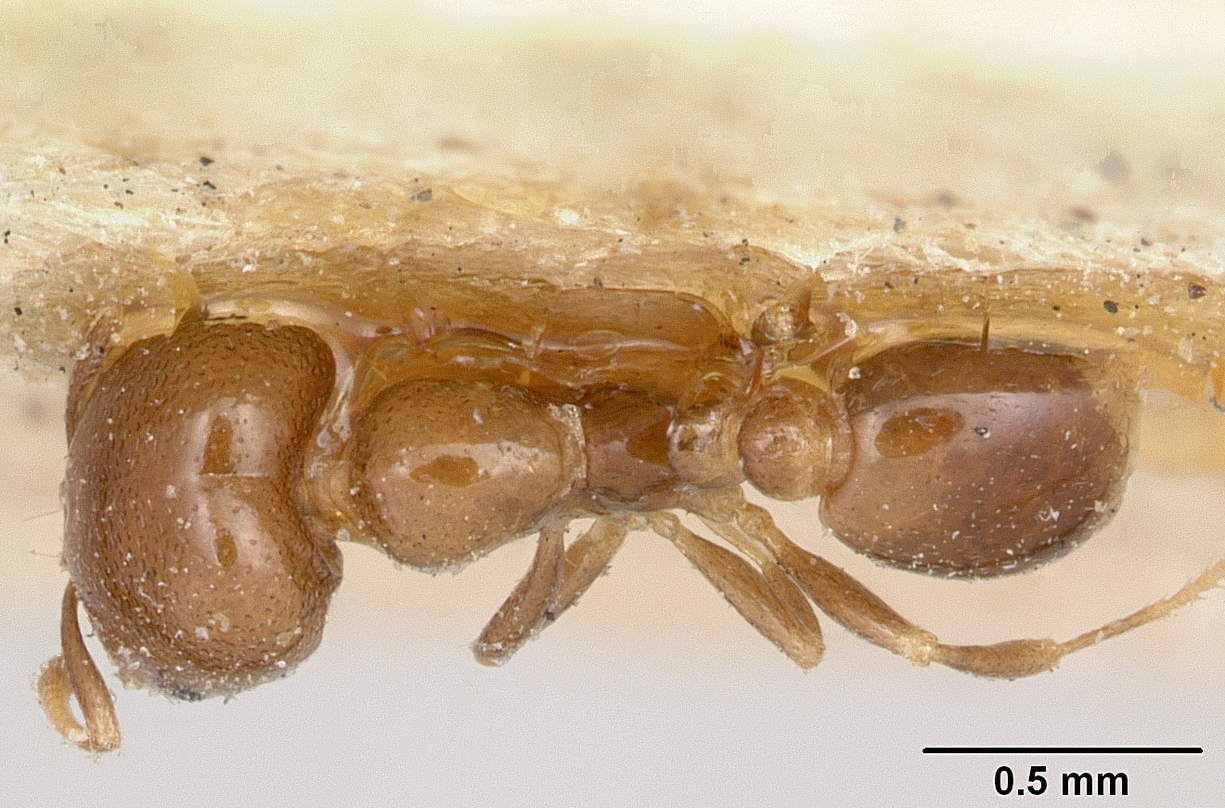
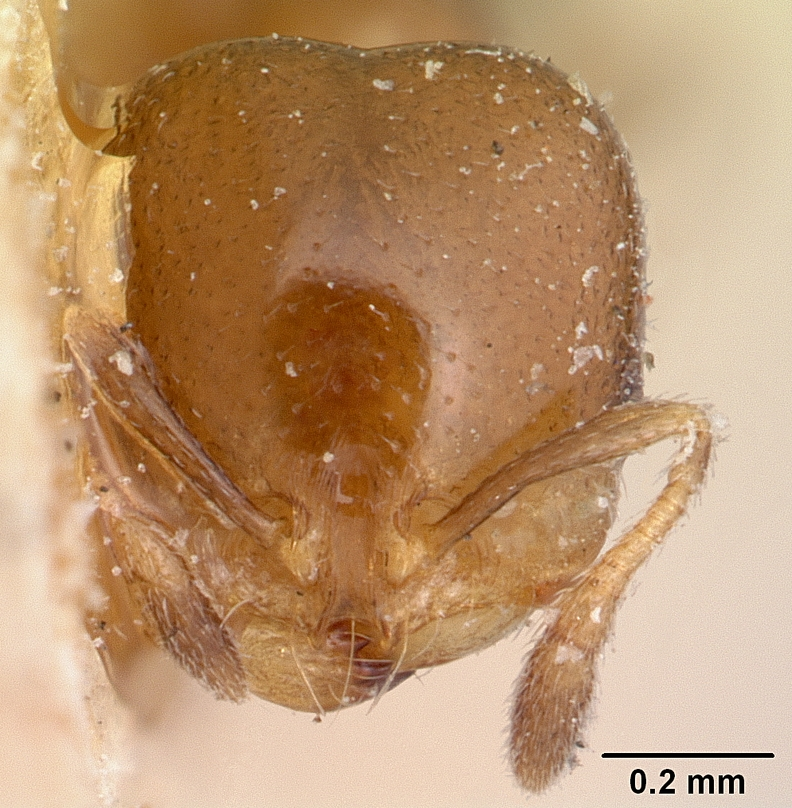
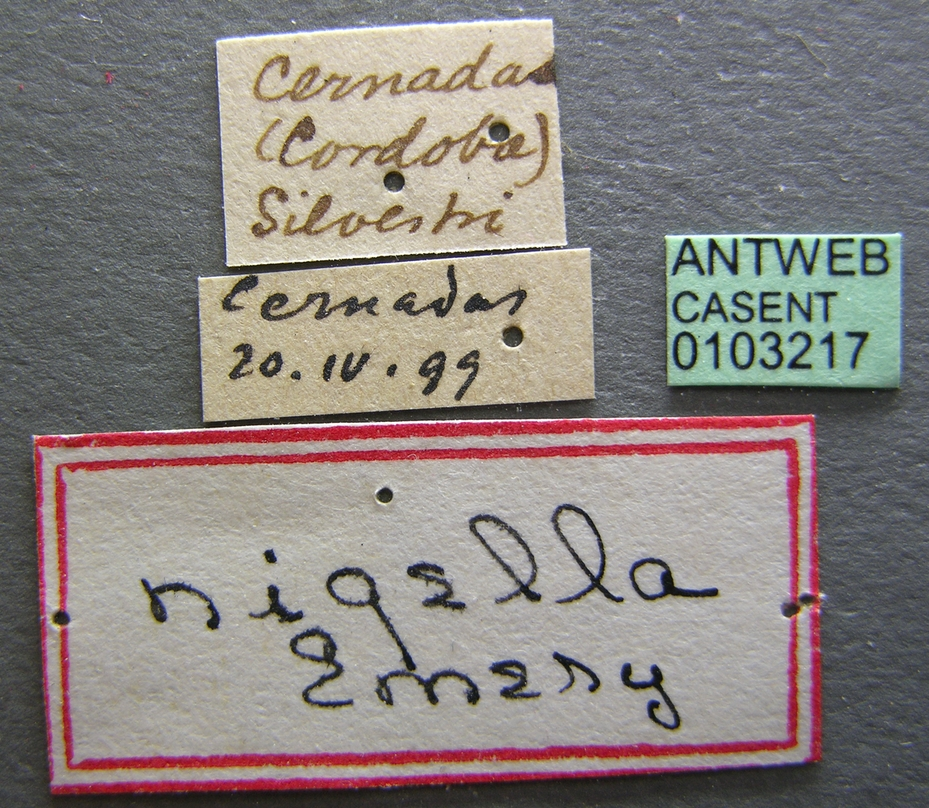
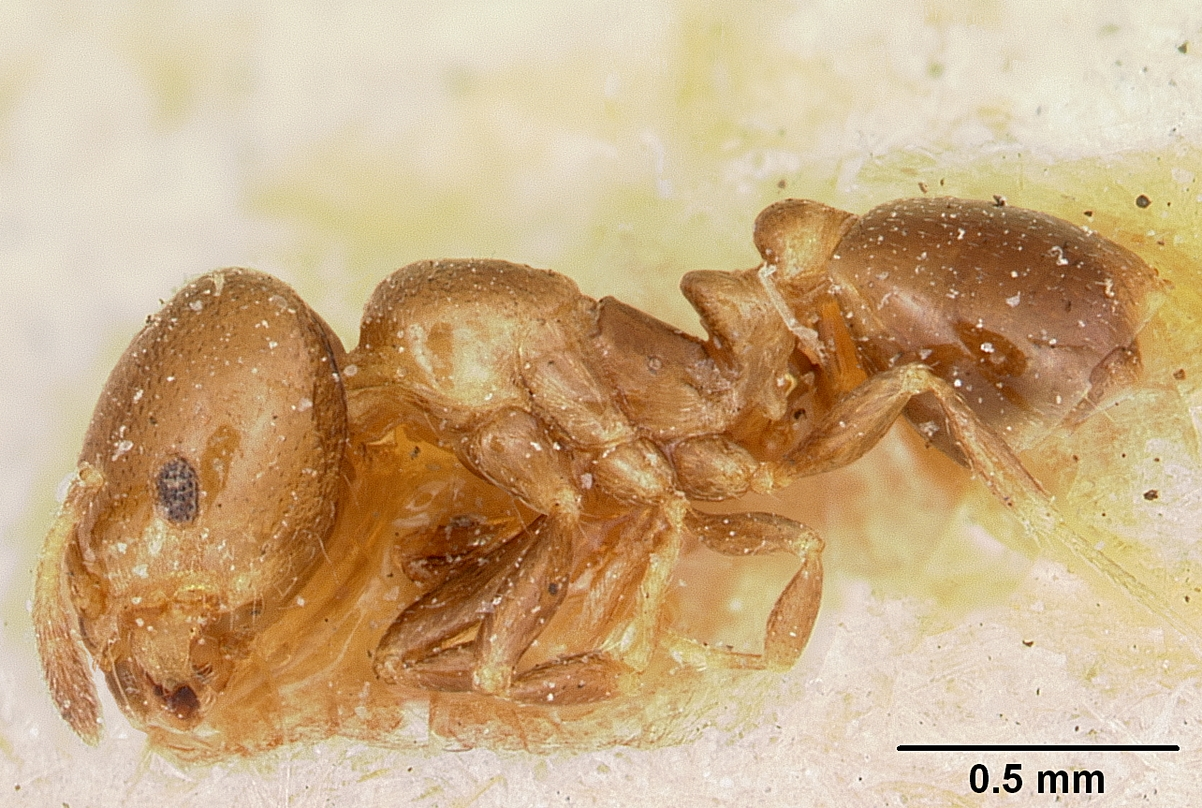
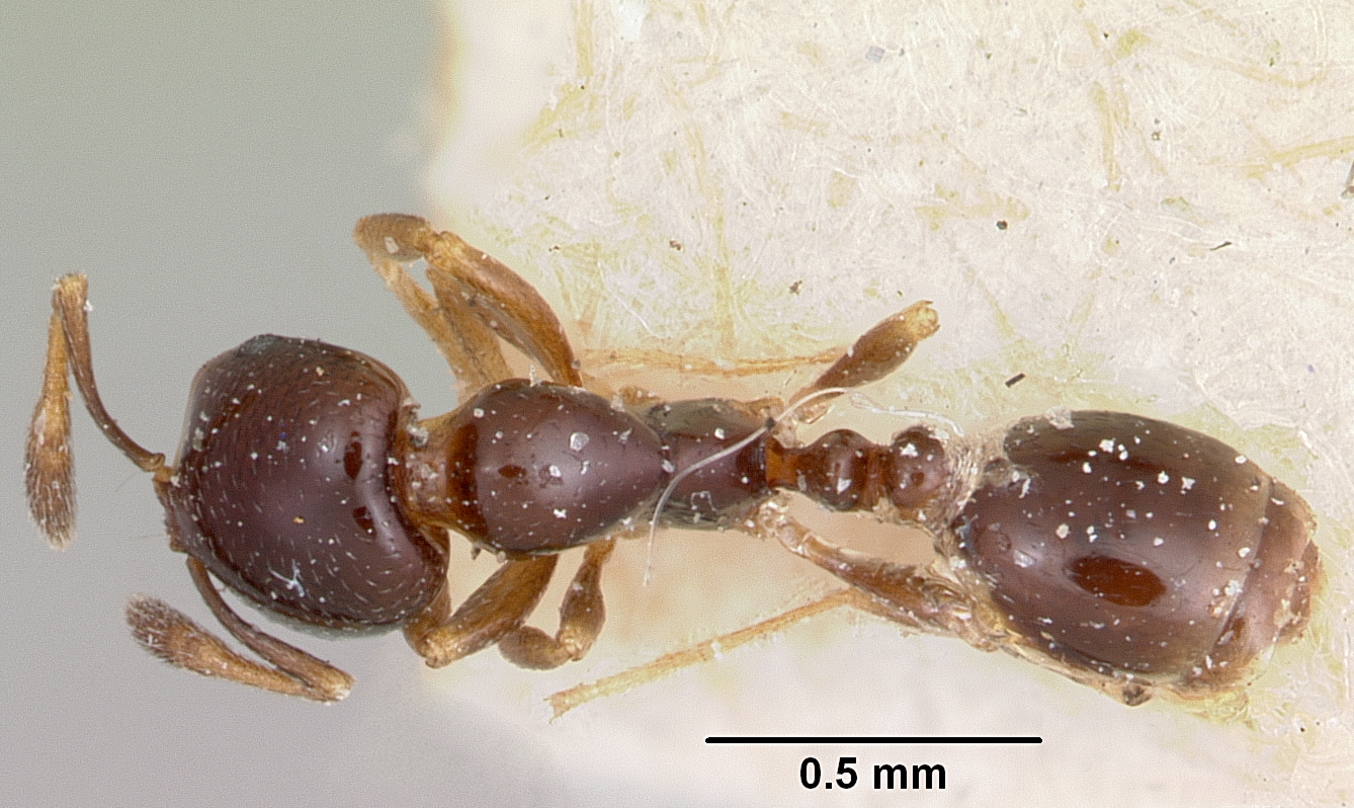
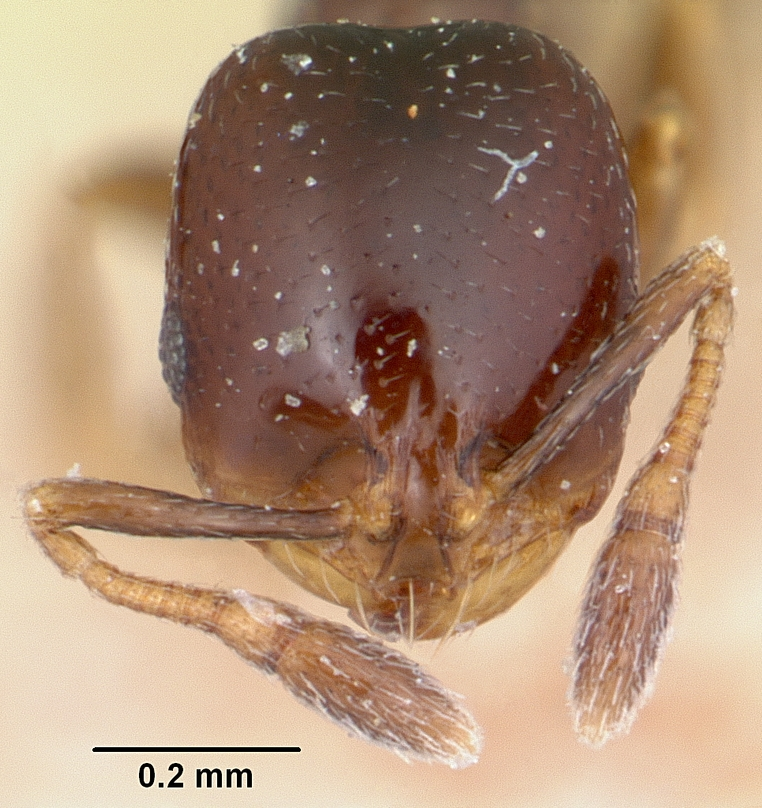